# Aitor Embela
Aitor Embela Gil (Figueres, 17 aprile 1996) è un calciatore spagnolo naturalizzato equatoguineano, portiere del Soneja.

## Carriera

### Club
Ha giocato in vari club tra la terza e la quarta divisione spagnola.

### Nazionale
Ha esordito in nazionale nel 2015; ha partecipato alla Coppa d'Africa del 2015.

## Palmarès

### Club

#### Competizioni nazionali
- Segunda División B: 1

Reus: 2015-2016